# Naruto - Il film: La prigione insanguinata
Naruto - Il film: La prigione insanguinata (劇場版 NARUTO ブラッド・プリズン?, Gekijōban Naruto: Buraddo Purizun) è un film del 2011 diretto da Masahiko Murata. È l'ottavo lungometraggio anime basato sulla serie manga e anime Naruto di Masashi Kishimoto, ed è ambientato nel corso della serie TV Naruto Shippuden. Venne distribuito in Giappone dalla Toho il 30 luglio 2011. La canzone dei titoli di coda si intitola "Otakebi" ed è eseguita da Yusuke Kamiji.
Al film è stato abbinato un cortometraggio intitolato Un esame dei chunin ardente! Naruto contro Konohamaru!, in cui Naruto partecipa (senza successo) all'esame di selezione dei chunin con il Team Ebisu.

## Trama
Naruto Uzumaki viene arrestato e inviato al Castello Hozuki nel Villaggio dell'Erba dopo essere stato erroneamente dichiarato responsabile di un attentato al Quarto Raikage. Mui, il responsabile della prigione, mette il sigillo della Prigione Celeste su Naruto e limita il suo chakra. Ryuzetsu, un'ANBU del Villaggio dell'Erba, gli dice che è stato Mui a incastrarlo. Dieci anni prima, l'uomo aveva sacrificato il figlio Muku (amico di Ryuzetsu) sigillandolo nella Scatola del Paradiso, una struttura che esaudirebbe i desideri di riesca ad aprirla. Mui, insieme a una fazione del Villaggio dell'Erba, intende usarla per far rinascere il villaggio, e per fare ciò ha bisogno del chakra di Naruto. Durante una rivolta in prigione, Mui riesce nel suo intento ma esprime il desiderio di rivedere suo figlio. Il risorto Muku viene però posseduto dal demone Satori e invade il castello. Naruto tenta invano di combattere contro il demone, finché non arrivano in suo aiuto i ninja della Foglia che gli rivelano che il suo arresto era una farsa per fargli raccogliere informazioni sulla Scatola del Paradiso. Naruto e i suoi amici non riescono a sconfiggere Satori, ma Mui riesce a usare la Prigione Celeste sul demone e Naruto lo fa tornare normale con il Rasenshuriken. Muku quindi uccide il padre e sé stesso, e Satori ritorna nella scatola. Mentre il gruppo cattura i prigionieri sopravvissuti, Ryuzetsu muore usando la tecnica del Trasferimento Vitale per salvare Naruto. Gli eroi poi seppelliscono lei e Mui e gettano la scatola sigillata in mare.

## Distribuzione

### Data di uscita
Le date di uscita internazionali sono state:
- 30 luglio 2011 in Giappone
- 9 dicembre a Taiwan (火影忍者劇場版：血獄)
- 26 gennaio 2012 a Hong Kong
- 23 febbraio in Corea del Sud
- 19 aprile a Singapore
- 1º febbraio 2014 in Messico
- 20 marzo in Vietnam (Naruto: Huyết Ngục)
- 29 giugno 2015 in Italia

### Edizione italiana
Il doppiaggio italiano fu eseguito dalla Logos e diretto da Pino Pirovano su dialoghi di Anna Grisoni. Il personaggio di Killer Bee non è doppiato da Riccardo Lombardo come nella serie TV ma da Andrea Bolognini.

### Edizioni home video
Il film fu distribuito in DVD-Video in Giappone il 27 aprile 2012, mentre in Italia fu pubblicato in DVD e Blu-ray Disc dalla CG Entertainment il 22 settembre 2015. Sia le edizioni home video giapponesi che quelle italiane includono il cortometraggio come extra.

## Accoglienza

### Incassi
Il film incassò 840 milioni di yen nei cinema giapponesi e un totale di 8 984 962 dollari nei cinema asiatici.

## Altri media
Il 4 luglio 2011 la Shūeisha pubblicò in Giappone, nella collana Jump J Books, la novellizzazione del film, scritta dallo sceneggiatore Akira Higashiyama. La traduzione italiana del romanzo fu pubblicata l'8 settembre 2022 dalla Planet Manga.